# Романув (Серадзький повіт)
Романув (пол. Romanów) — село в Польщі, у гміні Блашки Серадзького повіту Лодзинського воєводства.
Населення — 188 осіб (2011).
У 1975-1998 роках село належало до Серадзького воєводства.

## Демографія
Демографічна структура станом на 31 березня 2011 року:
|          | Загалом | Допрацездатний вік | Працездатний вік | Постпрацездатний вік |
| -------- | ------- | ------------------ | ---------------- | -------------------- |
| Чоловіки | 98      | 22                 | 66               | 10                   |
| Жінки    | 90      | 17                 | 58               | 15                   |
| Разом    | 188     | 39                 | 124              | 25                   |